# Strada statale 490 del Colle del Melogno
La strada statale 490 del Colle del Melogno (SS 490) in Piemonte, strada provinciale 490 del Colle del Melogno (SP 490) in Liguria, è una strada statale e provinciale italiana.

## Percorso

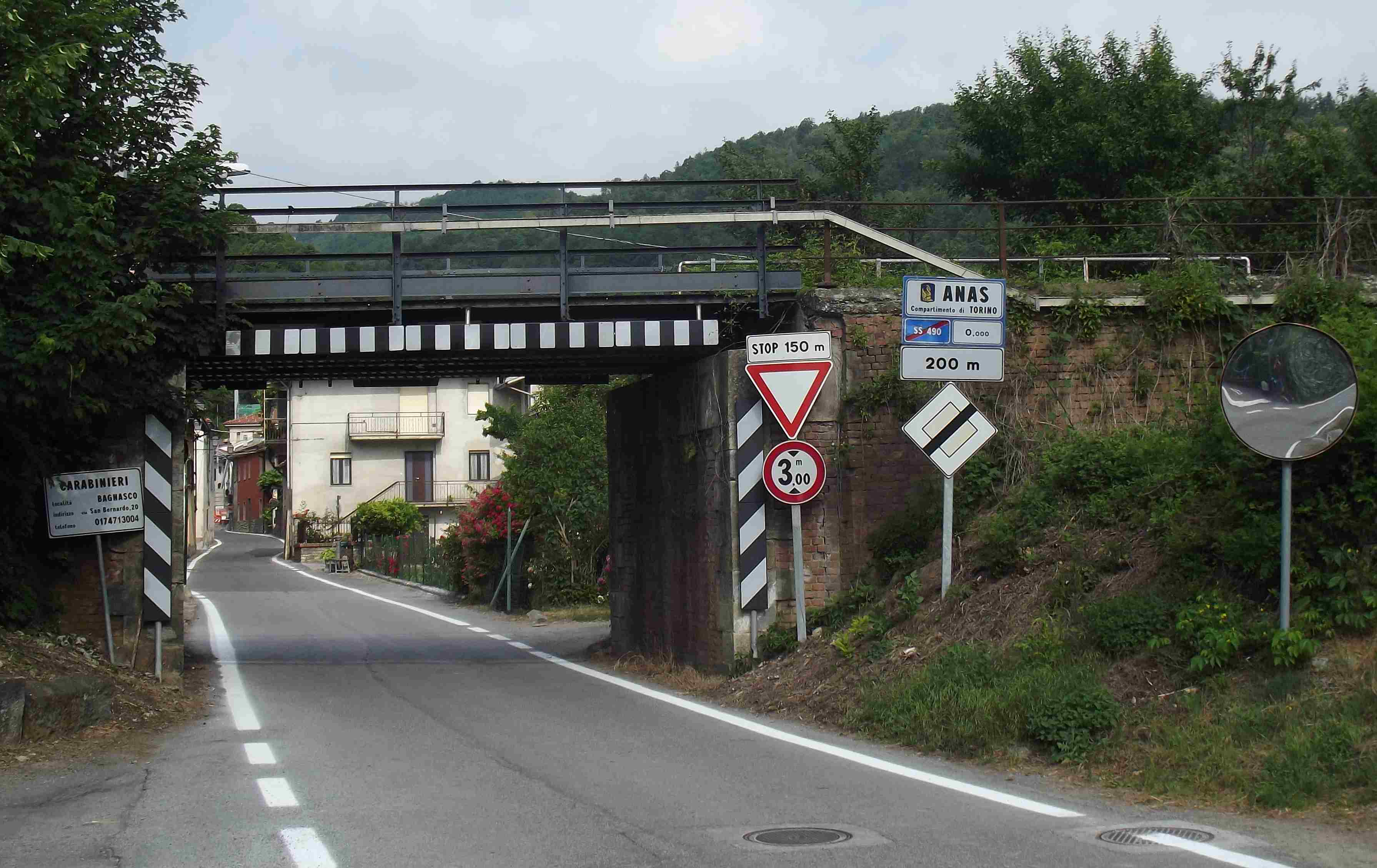
Bagnasco: km 0 e sovrappasso della ferrovia Ceva-Ormea.

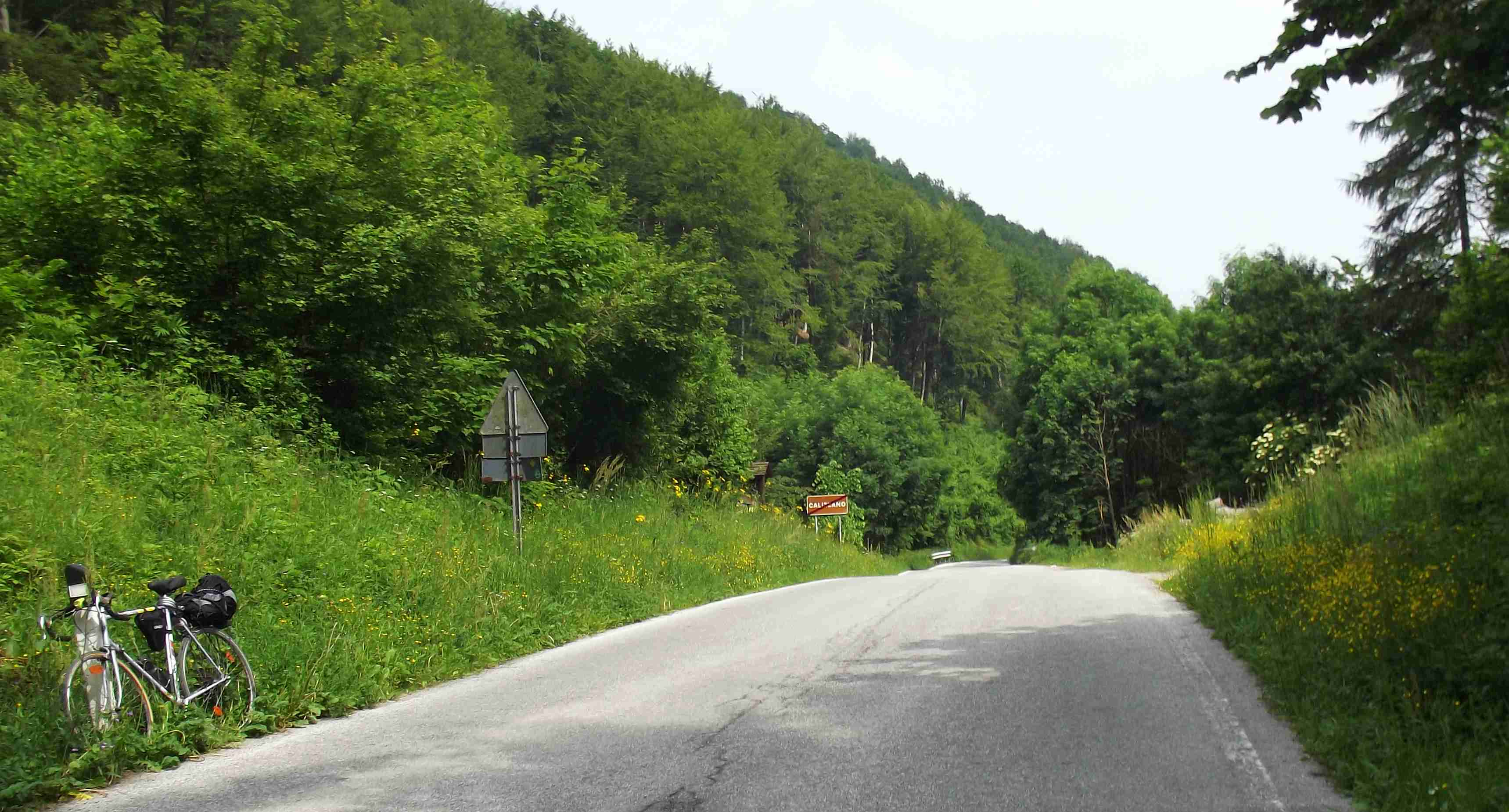
Il colle dei Giovetti.

Ha origine a nord a Bagnasco, nel cuneese, dalla strada statale 28 del Colle di Nava, e percorre in territorio piemontese solo 1,5 km circa; ha subito un tracciato abbastanza disagevole. Dopo essere entrata in Liguria, tocca le località di Massimino da dove, valicato il colle dei Giovetti, scende a Caragna e poi a Calizzano. Salendo fino a quota 1028 m s.l.m. valica il Colle del Melogno, che dà il nome alla strada, e, dopo la frazione Melogno (Magliolo), inizia pian piano la discesa verso la costa ligure incontrando l'altra frazione di Canova e poi Gorra (Finale Ligure), prima di terminare sulla strada statale 1 Via Aurelia a ovest di Finale Ligure.
In seguito al decreto legislativo n. 112 del 1998, dal 2001, la gestione del tratto ligure è passata dall'ANAS alla Regione Liguria che ha provveduto al trasferimento dell'infrastruttura al demanio della Provincia di Savona.

## Strada statale 490 dir del Colle del Melogno
La ex strada statale 490 dir del Colle del Melogno (SS 490 dir), ora strada provinciale 490 dir del Colle del Melogno (SP 490 dir), è una strada provinciale italiana.
Si tratta di una diramazione della SS 490 che collega quest'ultima al casello Finale Ligure dell'A10 Genova-Ventimiglia. Nonostante la sua lunghezza ridotta (soli 0,750 km), ricade nel territorio di due comuni: Finale Ligure e Calice Ligure.
In seguito al decreto legislativo n. 112 del 1998, dal 2001, la gestione è passata dall'ANAS alla Regione Liguria che ha provveduto al trasferimento dell'infrastruttura al demanio della Provincia di Savona.